# Star Trek: Legacy
Star Trek: Legacy ist eine Weltraum-Kampfsimulation, die am 14. Dezember 2006 für Microsoft Windows und am 21. Dezember 2006 für Xbox 360 erschien. Sie wurde von Mad Doc Software entwickelt und von Ubisoft veröffentlicht. In Nordamerika übernahm Bethesda Softworks den Vertrieb.

## Handlung
Der Spieler übernimmt verschiedene Rollen in fünf Epochen, die in einer Geschichte miteinander verbunden sind. Es beginnt mit Jonathan Archer auf der Enterprise (NX-01), folgt Captain Kirk und später Jean-Luc Picard zunächst auf der Stargazer bis zum Kommando auf der Enterprise NCC-1701D. Später kommen Benjamin Sisko und Kathryn Janeway zum Einsatz.

## Entwicklung
Das Drehbuch schrieben Dorothy Fontana und Derek Chester, die bereits zusammen an Star Trek: Bridge Commander mitgewirkt hatten. Für die englische Tonspur konnten die Originalstimmen verpflichtet werden. Für die deutsche Fassung konnten lediglich die Synchronsprecher von William Shatner (Gert Günther Hoffmann) und Patrick Stewart (Rolf Schult) für das Projekt gewonnen werden.

## Spielprinzip
Gesteuert wird in einer Third-Person-Perspektive. Auch in Zwischensequenzen werden die Schiffe nur von außen gezeigt. Neben dem Flaggschiff stehen in den Missionen bis zu drei weitere Schiffe unter dem Kommando des Spielers.

## Rezeption
Robert Bannert von M! Games kritisierte die überfrachtete Steuerung, Clipping-Fehler und schlechte Spielbalance. Martin Deppe von Games Aktuell erinnerte das Spiel an Starfleet Command, das in Bezug auf Steuerung und Missionsdesign nur wenig verbessert wurde. Das Spielprinzip nutze schnell ab. Benjamin Schmädig von 4Players lobte die Raumschiffmodelle sowie den Soundtrack und die Originalstimmen. Das Universum sei jedoch klein und die Steuerung wenig durchdacht. Taktische Möglichkeiten ergäben sich kaum. Michael Graf von GameStar bezeichnete die Umsetzung als lieblos. Es sei grafisch mager, die Computergegner agieren schlecht und die Geschichte sei ein Flickenteppich. Ansgar Steidle von PC Games fehlten motivierende Elemente. Durch die Schiffsansicht sei es schwer, in die Materie einzutauchen. Er unterstellte eine zu kurze Entwicklungszeit um das Spiel noch vor Weihnachten veröffentlichen zu können. Wolfgang Fischer von PC Action sprach von einer Enttäuschung auch für Trekkies. Die Steuerung sei träge, obwohl das Spiel klar Action-orientiert sei.